# Coupe des Pays-Bas de football 1988-1989
Navigation
Édition précédente Édition suivante
La Coupe des Pays-Bas de football 1988-1989, nommée la KNVB beker, est la 71e édition de la Coupe des Pays-Bas. La finale se joue le 25 mai 1989 au stade De Kuip à Rotterdam.
Le club vainqueur de la coupe est qualifié pour la Coupe d'Europe des vainqueurs de coupe de football 1989-1990.

## Finale
Le PSV Eindhoven en gagnant la finale contre le FC Groningue, réussit le doublé coupe-championnat et remporte son cinquième titre. La rencontre s'achève sur le score de 4 à 1. Groningue se qualifie pour la Coupe d'Europe des vainqueurs de coupe de football 1989-1990 en tant que finaliste perdant.